# Теке (вилает Родосто)
Вижте пояснителната страница за други значения на Теке.
Теке или Текекьой (на турски: Tekke) е село в Източна Тракия, Турция, Вилает Родосто.

## География
Селото се намира на 20 километра северно от Малгара.

## История
В 19 век Теке е българско село в Хайреболска каза на Одринския вилает на Османската империя. Според статистиката на професор Любомир Милетич в 1912 година в Текекьой живеят 90 български екзархийски семейства.